# Argynnis marillae
Argynnis marillae är en fjärilsart som beskrevs av Aigner 1902. Argynnis marillae ingår i släktet Argynnis och familjen praktfjärilar. Inga underarter finns listade i Catalogue of Life.